# Васин, Александр Александрович (тренер)
Александр Александрович Васин (род. 3 апреля 1963 года) — заслуженный тренер России по баскетболу.

## Карьера
Воспитанник армейской школы баскетбола.
С 1989 по 1995 год Александр Васин работал в женском клубе ЦСКА, с которым 4 раза становился чемпионом страны.
Семь лет тренерской деятельности Васин посвятил австрийскому клубу «Суперфаунд Буллс». Васин принёс клубу заслуженные награды – три титула победителей национального первенства (один – в женском баскетболе и два – в мужском).
Вернувшись в Россию, Александр Васин работал ассистентом главного тренера Сергея Базаревича в мужском клубе «Динамо». И в первый же год тренерский тандем Базаревич-Васин вывели бело-голубых из Суперлиги Б в высшую лигу — Суперлигу А.
В сезоне 2006/07 Васин был главным тренером женского баскетбольного клуба «Динамо» (Московская область), с которым дошёл до полуфинала Еврокубка ФИБА.
В сезоне 2007/08 команда «Москва» с Васиным во главе вышла в финал Кубка Европы.
В 2008—2011 годах Александр Александрович работал ассистентом главного тренера мужской команды «Динамо» (Москва).
В 2011—2013 годах был тренером одной из лучших женских команд России — оренбургской «Надежды». Вместе с «Надеждой» Васин дважды становился бронзовым призёром чемпионата России (2012, 2013), а также серебряным призёром Кубка России в сезоне 2011/12.
В мае 2013 года Васин возглавил подмосковный «Спарта&К». В сезоне 2014/15 под его руководством команда стала серебряным призёром Кубка России, а также участником «Финала восьми» женской Евролиги (2014).
Александр Васин был ассистентом главного тренера женской сборной России Бориса Соколовского на чемпионате Европы 2011 года, где команда одержала победу, гарантировав себе путевку на Олимпийские игры 2012 года в Лондоне.
Летом 2015 года женская студенческая сборная России под руководством Александра Васина стала бронзовым призёром летней Универсиады, прошедшей в Южной Корее.
С осени 2015 по осень 2017 года Александр Васин возглавлял женскую сборную России.
В феврале 2021 года назначен главным тренером сыктывкарского клуба «НИКА». Контракт рассчитан до конца сезона.